# Pasji Potok
Pasji Potok (Servisch cyrillisch Пасји Поток) is een plaats in de Servische gemeente Novi Pazar. De plaats telt 42 inwoners (2002).